# Fajar Alfian
Fajar Alfian (* 7. März 1995 in Bandung, Jawa Barat) ist ein indonesischer Badmintonspieler.

## Karriere
2013 feierte Alfian erste internationale Erfolge bei Juniorenturnieren, als er mit dem indonesischen Nachwuchsteam Dritter bei den Asienmeisterschaften und Vizemeister bei den Weltmeisterschaften wurde. In seinem Heimatland triumphierte er im Jahr darauf mit seinem Sieg bei den Indonesia International erstmals bei einem internationalen Wettkampf. 2015 stand Alfian im Herrendoppel bei der Indonesischen Meisterschaft auf dem Podium und gewann den Titel bei den Austrian International. Bei den New Zealand Open, die zum BWF Grand Prix gehörten, zog er ins Endspiel ein, während er mit dem Musica-Champions-Team in der indonesischen Superliga erfolgreich war. Im nächsten Jahr wurde Alfian mit Ricky Karanda Suwardi Dritter bei den Pekan Olahraga Nasional, den indonesischen Nationalspielen, und triumphierte im Mannschaftswettkampf mit dem Herrenteam der Provinz West Java. Außerdem war er beim Chinese Taipei Grand Prix siegreich. 2017 zog Alfian ins Endspiel der Badminton Open Saarbrücken ein und erspielte mit der indonesischen Nationalmannschaft die Goldmedaille bei den Südostasienspielen, während er an der Seite von Muhammad Rian Ardianto Dritter wurde. Daneben verteidigte er auch auf Vereinsebene den Titel in der Superliga. Im folgenden Jahr erspielte er mit dem Nationalteam die Bronzemedaille beim Thomas Cup, der Weltmeisterschaft der Herrenteams. Bei den Asienspielen in Jakarta wurde er im Herrendoppel und beim Mannschaftswettkampf Zweiter. Außerdem wurde er bei den German Open Zweiter und siegte bei den Malaysia Masters und den Syed Modi International. 2019 triumphierte Alfian bei zwei Turnieren der BWF World Tour, den Swiss Open und den Korea Open. Bei den Weltmeisterschaften erspielte er im Herrendoppel die Bronzemedaille. Mit der indonesischen Mannschaft wurde er bei den Asienmeisterschaften Dritter und verteidigte den Titel bei den Südostasienspielen. Im Folgejahr gewann er mit dem Nationalteam die Mannschaftsasienmeisterschaft und war 2021 beim Thomas Cup siegreich. Obwohl Alfian und Ardianto in der Qualifikation für die Olympischen Sommerspiele in Tokio auf dem sechsten Platz lagen, konnten sie nicht an Olympia teilnehmen, da pro Nation nur zwei Paarungen antreten durften. 2022 gewann er die Swiss Open und die Malaysia Masters zum zweiten Mal, triumphierte bei den Indonesian Masters und wurde bei drei weiteren Wettbewerben der Welttour Vizemeister. Bei den Asienmeisterschaften und den Weltmeisterschaften gewann Alfian die Bronzemedaille, während er mit der indonesischen Nationalmannschaft beim Thomas Cup Zweiter wurde.

## Sportliche Erfolge
| Jahr | Veranstaltung                           | Platz | Disziplin    | Spielpartner           |
| ---- | --------------------------------------- | ----- | ------------ | ---------------------- |
| 2013 | Junioren-Asienmeisterschaft 2013        | 3.    | Mannschaft   | Indonesien             |
| 2013 | Junioren-Weltmeisterschaft 2013         | 2.    | Mannschaft   | Indonesien             |
| 2013 | Indonesische Juniorenmeisterschaft 2013 | 1.    | Herrendoppel | Inten Ratnasari        |
| 2014 | Indonesia International 2014            | 1.    | Herrendoppel | Muhammad Rian Ardianto |
| 2015 | Austrian International 2015             | 1.    | Herrendoppel | Muhammad Rian Ardianto |
| 2015 | New Zealand Open 2015                   | 2.    | Herrendoppel | Muhammad Rian Ardianto |
| 2015 | USM International 2015                  | 1.    | Herrendoppel | Muhammad Rian Ardianto |
| 2015 | Superliga 2015                          | 1.    | Mannschaft   | Musica Champions       |
| 2015 | Indonesische Meisterschaft 2015         | 3.    | Herrendoppel | Muhammad Rian Ardianto |
| 2016 | Walikota Surabaya Cup                   | 1.    | Herrendoppel | Muhammad Rian Ardianto |
| 2016 | Chinese Taipei Grand Prix 2016          | 1.    | Herrendoppel | Muhammad Rian Ardianto |
| 2016 | Pekan Olahraga Nasional XIX             | 3.    | Herrendoppel | Ricky Karanda Suwardi  |
| 2016 | Pekan Olahraga Nasional XIX             | 1.    | Mannschaft   | Jawa Barat             |
| 2017 | SaarLorLux Open 2017                    | 2.    | Herrendoppel | Muhammad Rian Ardianto |
| 2017 | Südostasienspiele 2017                  | 3.    | Herrendoppel | Muhammad Rian Ardianto |
| 2017 | Südostasienspiele 2017                  | 1.    | Mannschaft   | Indonesien             |
| 2017 | Superliga 2017                          | 1.    | Mannschaft   | Musica Champions       |
| 2018 | Malaysia Masters 2018                   | 1.    | Herrendoppel | Muhammad Rian Ardianto |
| 2018 | German Open 2018                        | 2.    | Herrendoppel | Muhammad Rian Ardianto |
| 2018 | Syed Modi International 2018            | 1.    | Herrendoppel | Muhammad Rian Ardianto |
| 2018 | Asienspiele 2018                        | 2.    | Herrendoppel | Muhammad Rian Ardianto |
| 2018 | Asienspiele 2018                        | 2.    | Mannschaft   | Indonesien             |
| 2018 | Thomas Cup 2018                         | 3.    | Mannschaft   | Indonesien             |
| 2019 | Swiss Open 2019                         | 1.    | Herrendoppel | Muhammad Rian Ardianto |
| 2019 | Korea Open 2019                         | 1.    | Herrendoppel | Muhammad Rian Ardianto |
| 2019 | Weltmeisterschaft 2019                  | 3.    | Herrendoppel | Muhammad Rian Ardianto |
| 2019 | Asienmeisterschaft 2019                 | 3.    | Mannschaft   | Indonesien             |
| 2019 | Südostasienspiele 2019                  | 1.    | Mannschaft   | Indonesien             |
| 2020 | Asienmeisterschaft 2020                 | 1.    | Mannschaft   | Indonesien             |
| 2021 | Thomas Cup 2020                         | 1.    | Mannschaft   | Indonesien             |
| 2022 | Swiss Open 2022                         | 1.    | Herrendoppel | Muhammad Rian Ardianto |
| 2022 | Korea Open 2022                         | 2.    | Herrendoppel | Muhammad Rian Ardianto |
| 2022 | Thailand Open 2022                      | 2.    | Herrendoppel | Muhammad Rian Ardianto |
| 2022 | Indonesian Masters 2022                 | 1.    | Herrendoppel | Muhammad Rian Ardianto |
| 2022 | Malaysia Open 2022                      | 2.    | Herrendoppel | Muhammad Rian Ardianto |
| 2022 | Malaysia Masters 2022                   | 1.    | Herrendoppel | Muhammad Rian Ardianto |
| 2022 | Asienmeisterschaft 2022                 | 3.    | Herrendoppel | Muhammad Rian Ardianto |
| 2022 | Weltmeisterschaft 2022                  | 3.    | Herrendoppel | Muhammad Rian Ardianto |
| 2022 | Thomas Cup 2022                         | 2.    | Mannschaft   | Indonesien             |
| 2024 | Olympia                                 | 5.    | Herrendoppel | Muhammad Rian Ardianto |